# Tom McGrath (dramaturgo)
Tom McGrath (Glasgow, 23 de octubre de 1940 – 29 de abril de 2009) fue un dramaturgo y pianista de jazz británico.

## Carrera
McGrath nació en Rutherglen, Glasgow. en los mediados de los 60, se el asoció con contracultura emergente británica, participando en el proyecto Project Sigma de Alexander Trocchi, trabajando en la creación de Peace News y siendo el fundador del International Times. En la década de los 70, trabajó con Billy Connolly en The Great Northern Welly-Boot Show. De 1974 a 1977, fue director del Third Eye Centre (llamado así después de la influencia de Sri Chinmoy), centro del arte en el Sauchiehall Street de Glasgow.
Durante este tiempo, escribió la popular obra de teatro Laurel and Hardy. En 1977, trabajó con Jimmy Boyle (luego recientemente liberado de la Unidad Especial en Cárcel de Barlinnie) en la obra The Hardman. También publicó su obra autobiográfica de 1979 The Innocent donde relata su adicción a su afición a las drogas en los 60. Su obra Animal, una excursión a la subestructura antropoide de la sociedad, presentada en el programa del Festival Internacional de Edimburgo en 1980 y puesta en escena de nuevo por la Compañía de Teatro Escocés en 1981.
En 1986 escribió el guion de un cortometraje encargado por COSLA y producido por Glasgow Film and Video Workshop. La película fue escrita como una comedia dramática y recorrió Escocia en un autobús después de ser exhibida en el Festival de Cine de Edimburgo.